# Episodi di The Eddie Cantor Comedy Theater
La prima e unica stagione della serie televisiva The Eddie Cantor Comedy Theater è andata in onda negli Stati Uniti dal 23 gennaio 1955 al 17 October 1955 in syndication.
| nº | Titolo originale           | Prima TV USA      |
| -- | -------------------------- | ----------------- |
| 1  | Now in Rehearsal           | 23 gennaio 1955   |
| 2  | Nearly Normal              | 30 gennaio 1955   |
| 3  | The Big Bargain            | 7 febbraio 1955   |
| 4  | The Hypochondriac          | 14 febbraio 1955  |
| 5  | A Hunting We Will Go       | 21 febbraio 1955  |
| 6  | The Suspicious Husband     | 28 febbraio 1955  |
| 7  | Garage                     | 7 marzo 1955      |
| 12 | The Wizard                 | 11 aprile 1955    |
| 14 | The Finer Point            | 25 aprile 1955    |
| 15 | The Sure Cure              | 2 maggio 1955     |
| 16 | Commercially Ever After    | 9 maggio 1955     |
| 17 | The Practical Joker        | 16 maggio 1955    |
| 18 | Always the Butler          | 23 maggio 1955    |
| 19 | A Night at the Follies     | 30 maggio 1955    |
| 21 | How Much for Van Such      | 13 giugno 1955    |
| 24 | Call Me Irving             | 4 luglio 1955     |
| 26 | What Do You Want in a Show | 18 luglio 1955    |
| 30 | The Song Pluggers          | 15 agosto 1955    |
| 34 | Romance Wrecker            | 12 settembre 1955 |
| 35 | The Marine Went to Town    | 19 settembre 1955 |
| 36 | The Hollywood Story        | 26 settembre 1955 |
| 38 | Strange Little Stranger    | 10 ottobre 1955   |
| 39 | And Now from the Audience  | 17 ottobre 1955   |

## Now in Rehearsal
- Prima televisiva: 23 gennaio 1955

### Trama
- Guest star: Brian Aherne

## Nearly Normal
- Prima televisiva: 30 gennaio 1955

### Trama
- Guest star: Pat Crowley, Don DeFore

## The Big Bargain
- Prima televisiva: 7 febbraio 1955

### Trama
- Guest star: Billie Burke, James Gleason

## The Hypochondriac
- Prima televisiva: 14 febbraio 1955

### Trama
- Guest star: Reginald Denny, Eddie Fisher

## A Hunting We Will Go
- Prima televisiva: 21 febbraio 1955

### Trama
- Guest star: Lizabeth Scott, Craig Stevens, Kenneth Tobey (Frank)

## The Suspicious Husband
- Prima televisiva: 28 febbraio 1955

### Trama
- Guest star: Buddy Ebsen (Mike Applegate), Bonita Granville (Pearl), Allen Jenkins (Chester)

## Garage
- Prima televisiva: 7 marzo 1955

### Trama
- Guest star: Connie Russell

## The Wizard
- Prima televisiva: 11 aprile 1955

### Trama
- Guest star: Allyn Joslyn, Marie Windsor

## The Finer Point
- Prima televisiva: 25 aprile 1955

### Trama
- Guest star: Robert Strauss

## The Sure Cure
- Prima televisiva: 2 maggio 1955

### Trama
- Guest star: Peter Lorre (Ambrose Dodson), Nestor Paiva (Sanders), Jesse Tucker (Vida)

## Commercially Ever After
- Prima televisiva: 9 maggio 1955

### Trama
- Guest star: Tristram Coffin, John Gallaudet

## The Practical Joker
- Prima televisiva: 16 maggio 1955

### Trama
- Guest star: Joe E. Brown, Constance Moore

## Always the Butler
- Prima televisiva: 23 maggio 1955

### Trama
- Guest star: Basil Rathbone (Robert)

## A Night at the Follies
- Prima televisiva: 30 maggio 1955

### Trama
- Guest star: John Drew Barrymore, Joe Besser

## How Much for Van Such
- Prima televisiva: 13 giugno 1955

### Trama
- Guest star: Richard Karlan, Vincent Price

## Call Me Irving
- Prima televisiva: 4 luglio 1955

### Trama
- Guest star: Mary Beth Hughes

## What Do You Want in a Show
- Prima televisiva: 18 luglio 1955

### Trama
- Guest star: Larry Fine (Lefty), Moe Howard (Butch), Shemp Howard (Spike), The Three Stooges (loro stessi)

## The Song Pluggers
- Prima televisiva: 15 agosto 1955

### Trama
- Guest star: Ray Anthony, Helen O'Connell

## Romance Wrecker
- Prima televisiva: 12 settembre 1955

### Trama
- Guest star: Charles Coburn (The Colonel), Cathy Downs (Nancy)

## The Marine Went to Town
- Prima televisiva: 19 settembre 1955

### Trama
- Guest star: Stan Freberg (Moore), Victor McLaglen (Sweeney)

## The Hollywood Story
- Prima televisiva: 26 settembre 1955

### Trama
- Guest star: Ann Sheridan (se stessa)

## Strange Little Stranger
- Prima televisiva: 10 ottobre 1955

### Trama
- Guest star: Buster Keaton (agente), Jerry La Zarre (Joe), Christine Larson (Linda), Tommy Noonan (Bob)

## And Now from the Audience
- Prima televisiva: 17 ottobre 1955

### Trama
- Guest star: Eddie Albert (R.J. Banning), Edward Arnold, Walter Kingsford (Blackwell)